# Сталінським шляхом (Кременець)
Газета «Сталінським шляхом» — періодичне видання, яке друкувалося у Кременці в період 1939—1941 та 1944—1956 років. Протягом наступних років газета змінювала назву на «Промінь комунізму» (1956—1962), «Прапор перемоги» (1962—1991) та «Діалог» (з 1991 по даний час).

Перший номер газети «Сталінським шляхом» вийшов друком 26 вересня 1939 року. Редактором видання був Денисенко С.П., з часом газета виходила під підписом відповідального редактора Крета П.Д., з початку грудня 1939 року т.в.о. редактора зазначено Вольського С.А. Редакція газети знаходилася за адресою вулиця Костельна у приміщенні колишнього Кременецького староства. Газета виходила українською мовою з інтервалом через день на двох сторінках одного друкованого аркушу формату А-3 накладом 3000 екземплярів. Протягом вересня-грудня 1939 року «Сталінським шляхом» була «газетою Тимчасового управління м. Кременця».
З грудня 1939 року газета виходить як орган Кременецького повітового комітету КП(б)У та виконкому. З квітня 1940 року редакція газети переноситься за адресою вулиця Широка, 74 (з липня — Радянська), а з кінця місяця редактором призначають Вітковського. У 1941 році газета вкотре змінює редактора — ним стає Слюсар К., та адресу — вулиця Словацького, 20. На цей час газета фігурує як орган Кременецького міськкому та райкому КП(б)У, міської та районної рад депутатів трудящих Тернопільської області. Газета друкується у власній друкарні «Сталінським шляхом».
Газета «Сталінським шляхом» не дає переліку кореспондентів. Тому їх можна визначити на основі частоти підписів під відповідними статтями та різноплановістю матеріалів їх авторів. Найчастіше у газеті з'являються публікації за авторством Вітенка Я., Петрушевського Ю., Бараша П., Гервіца Л.. Варто зазначити, що в кореспондентів відсутня спеціалізація тематики. Так, Гервіц Л. є автором статей про суспільно-політичне життя міста («Підготовка до виборів»), господарський розвиток («Нарада фільварочних робітників Кремінецького Ліцея») та освітньо — культурне життя («Поліклініка», «Як працюють школи в Кремінці»). У такому ж руслі працював і Вітенко Я., перу якого належать матеріали різнопланових статей: «В українській середній школі», «На фабриці крейди» і т. ін.
Значна частина матеріалів належить дописувачам газети, серед яких як посадові особи, так і окремі громадяни. Серед перших Гурнік П., голова сільради с. Підлісці, Соломон П., член сільської ради с. Куликів, Ічанський Я., секретар міськкому ЛКСМУ. Якщо представники низової структури на селі у своїх матеріалах обмежувалися максимум матеріалом господарського характеру (показати кількість підготовленої техніки, якість насіннєвого фонду і т. ін.), то партійні керівники намагалися дати аналіз як позитивних процесів, так і наголосити на проблемах та їх винуватцях. Ряд статей належать авторству пересічних жителів краю: Годованому В., жителю с. Кімнатка, Смаглюку К., жителю села Бережці.
Низка матеріалів підписана псевдонімами на зразок П. В., Р., Л. Л., Б., М. В. і т. ін.ю Варто зазначити, що більшість із них знаходиться під статтями критичного або сатиричного характеру. Так, П. В. у статті «Таким вчитель нам не потрібен» піддає критиці байдужість педагога с. Лішня Стичинського З., а Л. Л. у статті «Очистити вулиці міста» наголошує на незадовільному стані благоустрою міста Кременця. Редакція газети періодично наголошувала на неприпустимості надсилання для друку матеріалів, підписаних псевдонімами, тому цілком очевидно, що поява у газеті їх скорочених варіантів пов'язана напряму із особливістю редакційної політики.
Таким чином, поява газети «Сталінським шляхом» напряму пов'язана із встановленням радянської влади на території Кременеччини у 1939 р. Її статус -від друкованого органу Тимчасового Управління м. Кременця до органу повітового комітету ВКП(б) — відображає етапи формування нового політичного режиму. За досліджуваний період часу редакція газети кілька разів міняла адресу та місце друку.
Характерною ознакою газети була часта зміна осіб, які займали посади головного редактора. Наявні джерела не дають можливості визначити причини даного явища та біографічні дані головних редакторів. Журналістською діяльністю займалися як штатні кореспонденти (Вітенко Я., Петрушевський Ю., Бараш П., Гервіц Л.), так і посадові особи та пересічні жителі краю, висвітлюючи події, явища та процеси, які відбувалися на Кременеччині. Значну частину становлять матеріали, підписані псевдонімами: дані статті в основному містять інформацію критичного характеру.